# Leptopanorpa jacobsoni
Leptopanorpa jacobsoni är en näbbsländeart som först beskrevs av Herman Willem van der Weele 1909. 
Leptopanorpa jacobsoni ingår i släktet Leptopanorpa och familjen skorpionsländor. Inga underarter finns listade i Catalogue of Life.